# НаПоправку
НаПоправку — медицинский агрегатор врачей и клиник. Основан в 2014 году в Санкт-Петербурге. С 2018 года доступен в Москве и Московской области. В 2021 году для записи к врачу стали доступны 273 города России. С 2020 года резидент Сколково.

## История компании
Компания была создана в апреле 2014 года Александром и Викторией Печерскими. Первоначально проект представлял собой единый реестр врачей Петербурга. Первые инвестиции в проект были вложены из прибыли консалтинговой компании «Альт», совладельцем которой является Александр Печерский.
В 2016 году бизнес-ангел(?ангел) Борис Жилин инвестировал в медицинский рекомендательный сервис НаПоправку 50 млн рублей. В 2017 году проект изменил структуру и бизнес-модель. Функционал переориентирован на онлайн-запись в частные и государственные клиники.
В 2019 году API НаПоправку был интегрирован в приложение банка Тинькофф, сервисы Яндекса и 2ГИС.
В августе 2020 года сервис запустил собственное приложение для iOS и Android.
В 2020 году сервис привлек $2 млн инвестиций от шведского венчурного фонда VNV Global и малайзийского частного инвестора Марка Чанга, основателя JobStreet.com.
В апреле 2021 ООО «Напоправку.ру» включён в реестр информационных систем, подключённых к ЕГИСЗ. Сервис настраивает интеграцию с государственными и частными клиниками, подключёнными к сервису «Госуслуги», что позволяет обеспечивать онлайн-запись для пользователей по системе ОМС.
В декабре 2021 сервис привлек $5 млн на маркетинг и создание новых продуктов. В раунде участвовали те же инвесторы, которые вкладывались в компанию в прошлом году в раунде на $2,25 млн.
В 2022 году сервис интегрировался с московской медицинской системой ЕМИАС. Это позволяет использовать приложение НаПоправку для записи по полису ОМС в Москве.
Сервис ежегодно формирует рейтинг клиник и врачей — «Выбор пациентов». Победители определяются на основании оценок и отзывов пользователей, оставленных на портале.

## Телемедицина
Летом 2022 НаПоправку открыл собственную клинику и запустил телемедицинский сервис "НаПоправку Плюс" - с онлайн-консультациями пользователей в чате по фиксированной подписке. Основные отличия телемедицины в проекте - текстовые консультации без предварительной записи, собственная команда врачей.

## Судебные дела и конфликты
За время существования компания трижды выступала в качестве ответчика в арбитражных судах по делам «о признании распространенных сведений не соответствующими действительности и порочащими деловую репутацию» в отношении клиник и врачей. Основания — отказ от удаления негативных отзывах о врачах со стороны сервиса.
В 2017 году в связи с политикой модерации отзывов в офис компании стали поступать угрозы от врача, зарегистрированного на портале и уличенного в фальсификации отзывов. Позднее на почту компании пришло анонимное письмо с информацией о минировании бизнес-центра.
В 2021 году в результате отказа удаления негативных отзывов о пластическом хирурге, сервис подвергся серии DDoS-атак.

## Достижения компании
- В 2016 году проект вошёл в рейтинг лучших стартапов по версии Делового Петербурга[21].
- В 2020 году приложение НаПоправку заняло 2 место в конкурсе «Золотое приложение 2020» в категории «Приложения для здоровья»[22].
- «Лучшее приложение о медицине / телемедицине» - Tagline Awards 2020–2021 [23]
- В 2021 году "Рейтинг рунета" - 1е место в категории «Сообщества и коммуникации» [24]
- 5 место в категории MedTech в рейтинге 100 самых успешных российских стартапов 2021 года по версии Inc. Russia [25]
- 1ое место в двух номинациях «Золотое приложение 2021» - "Приложение для здоровья" и "Приложение медицинской компании".[26]